# Eurytemora gracilicauda
Eurytemora gracilicauda är en kräftdjursart som beskrevs av Akatova 1949. Eurytemora gracilicauda ingår i släktet Eurytemora och familjen Temoridae. Inga underarter finns listade i Catalogue of Life.